# Diastatea
Diastatea es un género de plantas  perteneciente a la familia Campanulaceae.  Es originario de América desde México hasta Bolivia. Comprende 10 especies descritas y de estas, solo 6 aceptadas.

## Descripción
Son hierbas anuales, erectas, con raíces fibrosas. Inflorescencias laxamente racemosas, ligera a marcadamente secundifloras; flores invertidas en la antesis, pedicelos en las axilas de brácteas foliáceas, ebracteolados, filiformes, patente-ascendentes; hipanto ligeramente cupulado a obcónico; corola bilabiada, glabra, azul-purpúrea a azul pálida o blanca, el tubo entero, ni con hendedura dorsal ni fenestrado, persistente, muy estrechado por la cápsula expandida y entonces tornándose escarioso y hialino; filamentos iguales o ligeramente excediendo el tubo de la corola, connados arriba, libres abajo, adnados al tubo de la corola, anteras desiguales, las 2 más cortas con fascículos de tricomas diminutos y blancos, las 3 más largas generalmente glabras. Cápsulas súperas o casi así, generalmente no más de 1/5 (–1/2) del total de su longitud connada al hipanto, dehiscencia loculicida apicalmente, generalmente erectas o casi así, biloculares con placentación axial; semillas numerosas, elipsoides, ca 0.5–0.6 mm de largo, lisas y brillantes.

## Taxonomía
El género fue descrito por Michael Joseph François Scheidweiler y publicado en Allgemeine Gartenzeitung 9(50): 396. 1841. La especie tipo es: Diastatea virgata Scheidw.

## Especies aceptadas
A continuación se brinda un listado de las especies del género Diastatea aceptadas hasta octubre de 2013, ordenadas alfabéticamente. Para cada una se indica el nombre binomial seguido del autor, abreviado según las convenciones y usos.
- Diastatea costaricensis McVaugh
- Diastatea expansa McVaugh
- Diastatea ghiesbreghtii (Kuntze) E.Wimm.
- Diastatea micrantha (Kunth) McVaugh
- Diastatea tenera (A.Gray) McVaugh
- Diastatea virgata Scheidw.